# Guillaume de Melun
Guillaume de Melun (1087-1102), vizconde de Melun, apodado el carpintero,  fue un noble francés que participó en la reconquista en España, además de participar en la Primera Cruzada. Llamó la atención por desertar del ejército, tanto en España, como en la cruzada, aunque también se le conocía por su fuerza en batalla, donde se ganó su apodo de el carpintero. Regresó de suelo sagrado tras la cruzada y se desconoce nada más sobre su vida o muerte.

## Vida

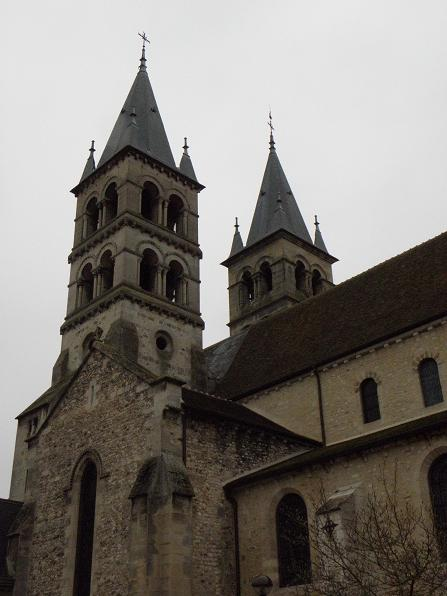
The Collegiate Church of Notre-Dame, Melun, dating from the eleventh century.

### Sucesión
Su origen específico no está claro, de acuerdo con el genealogista del siglo XVII Père Anselme, era el hijo de Ursio I, vizconde de Melun, un pueblo a unos 50 kilómetros de París, en la región de Brie del Vexin francés, que más tarde se conocería como Île-de-France. Anselme creyó que William sucedió a su padre en 1084, y más tarde fue sucedido por su propio hijo, Ursio II. Sin embargo, en el siglo diecinueve, Adolphe Duchalais demostró que Anselme malinterpretó las cartas que estaba usando; todo lo que se sabe con certeza es que Ursio era vizconde en 1085 y William era vizconde en 1094. No hay un registro definitivo de un Ursio II, y después de William no hay vizconde conocido hasta que Adán, que se casó con la hija del anterior, vizconde sin nombre en 1138. William estaba supuestamente relacionado con Ursio, pero se desconoce su relación específica con él y los otros vizcondes.
Según el cronista del siglo XII, Roberto el Monje, William era "de estirpe real" y estaba emparentado con Hugh I, conde de Vermandois, y el hermano de Hugh, el rey Felipe I de Francia.

### Hazañas militares
Según el monje del siglo XII, Guibert de Nogent, William fue "poderoso en palabras, pero menos en acción ... un hombre que se propuso hacer cosas demasiado grandes para él". William era un miembro del contingente francés que marchó a España en 1087 para ayudar a Alfonso VI de León con el asedio de Tudela contra los almorávides. Pudo haber sido uno de los líderes, junto con Eudes I, duque de Borgoña, que era sobrino de Constanza, la esposa de Alfonso. El ejército francés nunca llegó a Tudela y se retiró con poco éxito. Guibert dice que William "se retiró como un miserable, dejando a innumerables hombres varados por su huida". Las acciones de William en España pueden haber sido la inspiración para el personaje de Ganelon en la Chanson de Roland, posiblemente escrita a principios del siglo XII, basado en eventos similares que habían ocurrido durante el reinado de Carlomagno siglos antes.
En Francia, Guibert dice que se enfrentó a pequeñas guerras contra otros nobles y al "saqueo criminal" del campo, en contravención de la Paz y la Tregua de Dios. En 1096 se unió a la Primera Cruzada, y "tomó de sus vecinos pobres lo poco que tenían para proporcionarse vergonzosamente con provisiones para el viaje". Participó en los ataques contra los judíos en Maguncia, dirigidos por Emich de Flonheim. El ejército de Emich luchó más tarde contra los húngaros, durante el cual William "decapitó al jefe del ejército húngaro, que era miembro del consejo [del rey Coloman], un hombre distinguido con deslumbrante cabello blanco como la nieve". Después de la dispersión de El ejército de Emich después de esta batalla, William y los otros líderes franceses se unieron al ejército de su pariente Hugh of Vermandois. El ejército de Hugh marchó hacia el sur en Italia, y en Bari, Hugo envió a William a través del mar a Dyrrhachium como embajador ante el gobernador bizantino de la ciudad. William luego viajó a Constantinopla con Hugh, y fue uno de los hombres que vino a conocer a Godofredo de Bouillon cuando Godfrey llegó a la ciudad más adelante en el año.

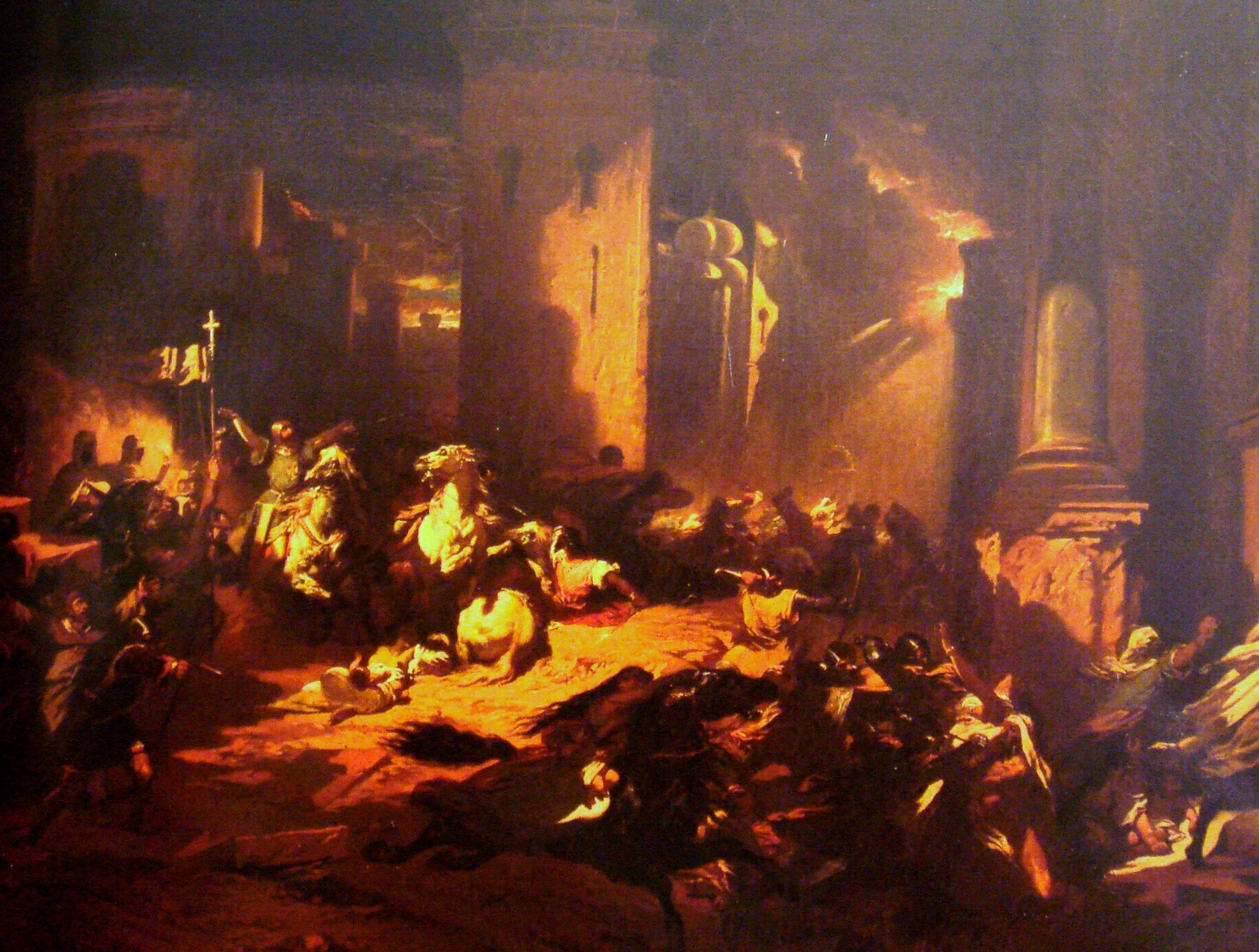
Capture of Antioch by Bohemond of Taranto. Painting by L. Gallait, 1840.

No se menciona más a William hasta el Asedio de Antioquía en 1098. Los cruzados habían tomado con éxito la ciudad, pero luego fueron sitiados por un gran ejército musulmán liderado por Kerbogha de Mosul. Los cruzados sufrieron por la falta de suministros, y hubo muchas deserciones; Guillermo huyó de Antioquía en enero de 1098, junto con el monje francés Pedro el Ermitaño, que había llevado a su propio ejército a Constantinopla antes de que los principales cruzados llegaran allí. William era probablemente un miembro del ejército de Bohemundo de Taranto en este punto, porque Bohemundo envió a su sobrino Tancredo a buscarlos, y los trajeron de vuelta al campamento de Bohemundo. Roberto el monje supone que William huyó porque "nunca antes había experimentado tales sufrimientos por hambre". William "pasó toda la noche ... en la tienda de Bohemond, tirado en el suelo como un pedazo de basura". Bohemond lo reprendió como una "deshonra miserable para todo el ejército franco", y mencionó su deserción del ejército francés en España en 1087. Los otros líderes le pidieron a Bohemundo que le perdonara y William no sufrió más castigo. Sin embargo, William estaba tan avergonzado que abandonó el ejército de nuevo. Alberto de Aquisgrán dice que la segunda deserción de Guillermo ocurrió en junio de 1098, junto con Guillermo de Grand-Mesnil, un pariente de Bohemundo. En el camino lejos de Antioquía, se unieron a Esteban de Blois, otro líder de la cruzada que también había huido del asedio. Regresaron a Constantinopla, pero en el camino se encontraron con el emperador Alejo I Comneno, que avanzaba hacia Antioquía con un ejército de socorro. Lo convencieron de la inutilidad del asedio de los cruzados y el emperador regresó a Constantinopla. William aparentemente regresó a Tierra Santa en la Cruzada de 1101. La Primera Cruzada había conquistado Jerusalén con éxito, y aquellos que habían regresado a casa antes de completar el viaje fueron a menudo avergonzados de ir a una cruzada por segunda vez; algunos de ellos, como Esteban de Blois, fueron asesinados en su segundo viaje. William, sin embargo, sobrevivió para participar en la política del recién descubierto Reino de Jerusalén; él estaba entre los hombres que le pidieron al rey Balduino I que restaurara a Daimberto de Pisa como patriarca latino de Jerusalén. También estuvo presente en el asedio de Ascalon de Balduino I en 1102. William pudo haberse establecido en el norte, en el cruzado Principado de Antioquía como un vasallo de Bohemundo, porque aparece como testigo en una carta de Antioquía en 1101.

## Apodo
Las acciones de William en el Asedio de Antioquía son conocidas por la Gesta Francorum, una crónica anónima escrita por un testigo italo-normando. La Gesta fue muy popular en Europa después de la cruzada, pero fue considerada crudamente escrita por lectores más refinados. Posteriormente fue reescrito y expandido por escritores más educados, incluidos los monjes franceses Robert y Guibert, quienes deseaban agregar información acerca de cruzados franceses como William. Según Robert, William "adquirió el nombre de 'Carpenter' porque nadie quería enfrentarlo en la batalla: no había coraza, casco o escudo que pudiera soportar el impacto demoledor de su lanza o espada". Guibert dice que "se lo llamó el Carpintero, no porque fuera un artesano en madera, sino porque prevaleció en la batalla como un carpintero, cortando hombres", y Bohemond pregunta: ¿Qué tipo de carpintero teníamos, el cual, como un obrero con su pico, dando hachazos, con lanzas y espadas, en las espaldas de los gentiles? Christopher Tyerman interpreta esto como las" habilidades de William como carnicero en el campo de batalla ". Edward Gibbon, aparentemente malentendiendo a Guibert, pensó que el apodo provenía "de los pesados golpes de su hacha".